# Szerhás család
A szerhásházi Szerhás család egy régi eredetű, magyar nemesi család a Salamon nemzetségből.

## Története
E család tagjairól azt hitték, hogy az Esterházy család tagjai, mert korábban hasonló névvel is előfordultak Esterházyak. Mára azonban bebizonyosodott, hogy önálló családot alkottak a Szerhások. 1242-ben említik Salamon Illés nevét, akinek egyik gyermeke a nagysalamoni Póka családot alapította, míg a másik, László a Salamon családot vitte tovább. E Lászlónak egyenes ági leszármazottja Miklós, akit 1362 és 1414 között több okirat és oklevél is említ. Miklós két gyermekét említik a továbbiak, egyiküket már házas emberként : a Salamonnembéli Miklósnak fia, András, ki Nogbáry Ilona ura és parancsolója, másikuk, Balázs viszont a szerhásházi Szerhás család alapítója: a Salamonnembéli Miklósnak fia, szerhásházi Szerhás Balázs. E Balázsnak két gyermeke született egyelőre ismeretlen feleségtől: Margit (1470-ben említik), aki feleségül ment Borsay Györgyhöz, és László (1496-ban említik), aki bélvathai Tankházy Katalint vette nőül. Szerhás Lászlótól kezdve a leszármazás jelenleg nem ismeretes.